# Marina Mokotów
Marina Mokotów – zamknięte osiedle w Warszawie w dzielnicy Mokotów, składające się z domów jednorodzinnych, rezydencjalnych, apartamentowców i podawane jest za przykład typowego ogrodzonego osiedla w Warszawie. Na działce wielkości 21,5 ha wybudowane w latach 2003–2006 jednostki mieszkaniowe mieszczą ok. 5000 mieszkańców. Na jego terenie znajduje się park, sztuczny staw, tereny sportowo-rekreacyjne, sklepy i punkty usługowe.

## Lokalizacja
Osiedle położone jest w kwartale między ulicami: Żwirki i Wigury, Racławicką, Miłobędzką, Etiudy Rewolucyjnej i Woronicza na Mokotowie w odległości kilku przystanków autobusowych od Lotniska im. Fryderyka Chopina. Niedaleko znajduje się odrestaurowany XIX wieczny Fort Mokotów.

## Architektura i urbanistyka
W skład inwestycji, której inwestorem jest Dom Development, wchodzą zaprojektowane przez architekta Stefana Kuryłowicza i jego biuro Kuryłowicz & Associates bloki mieszkaniowe, domy jednorodzinne, budynki apartamentowe oraz o charakterze rezydencjalnym, otoczone rozległymi terenami zielonymi, które stanowią 60% wielkości działki. Wjazd główny dla mieszkańców i gości znajduje się od strony ulicy Racławickiej, gdzie mieści się budynek ochrony. Pozostałe dwa wjazdy i wyjazdy z terenu osiedla są przeznaczone wyłącznie dla mieszkańców.
Szczególną uwagę zwrócono na elementy związane ze zbiornikiem wodnym z brzegami umocnionymi granitem w metalowej siatce: pomosty, kładki, groble, przelewy. Wokół zbiornika wodnego, który poza funkcją rekreacyjno-krajobrazową odgrywa rolę zbiornika retencyjnego ze szczelnym dnem, stworzono park krajobrazowy. Spływa do niego deszczówka, a system pomp i filtrów wymusza obieg i utrzymuje wodę w czystości. Park jest otoczony zabudową mieszkaniową o zróżnicowanej formie i różnym charakterze, która posadowiona jest w sposób spójny i ustopniowany, od dużych, wielorodzinnych bloków z prześwitami (ul. Wyględowska 4, 6, 8 i 10) na zachód od zbiornika, przez prostokątną siatkę małych uliczek z kilkurodzinnymi willami miejskimi po domy jednorodzinne na wschodzie zbiornika. Czterokondygnacyjne wolnostojące wille miejskie umożliwiły wprowadzenie zieleni w głąb dalszych kwartałów mieszkalnych. Od strony północnej jest półkolisty budynek apartamentowy zaprojektowany na planie łagodnego łuku (ul. Warowna 1 i 3). Zieleń i woda w parku, zielone podwórka przy budynkach, zieleń ulic i placu oraz ogrody willi tworzą w ten sposób ciągły układ zielonych przestrzeni, zapewniający kontakt z terenem otwartym wszystkim budynkom zespołu i wpisujący się w szerszy kontekst układów zieleni w tej części miasta. W części północnej zlokalizowano budynki jednorodzinne (54 domy bliźniacze i 10 rezydencji). ZW południowo-wschodniej części mieszczą się pozostałe bloki mieszkaniowe (łącznie z tymi na wschód od jeziorka jest to 15 budynków mieszkalnych z ok. 1027 mieszkaniami. Kameralne budynki o nowoczesnej, spokojnej architekturze mają zróżnicowaną wysokość. Na elewacji i we wnętrzach wykorzystane są materiały szlachetne – laminaty drewnopodobne, kamień, włókno-cement, stal nierdzewna, szkło. Liczba pięter waha się od 4 do 8. Liczba mieszkań to 1780, o powierzchni 34–211 m². Są wśród nich mieszkania 1-, 2-, 3-, 4- i 5-pokojowe. W częściach wspólnych osiedla zaprojektowane są aleje, skwery, place miejskie, fontanna z rzeźbami, liczne elementy dekoracyjne.
Na północy osiedla znajduje się drugi teren zielony, który odtwarza dawne ukształtowanie wałów oraz fosa fortu Mokotów. Rzeźbę terenu uwydatniono dzięki oczyszczeniu terenu z samosiewek i nalotu, przez odpowiednie wytyczenie alejek i punktów widokowych wzdłuż linii umocnień. Stworzono przyjazne miejsce spotkań, zabaw i ruchu. Wzdłuż głównego ciągu komunikacyjnego powstała ścieżka zdrowia z przyrządami do ćwiczeń. Ciekawymi elementami są punkty widokowe, czy też sezonowo napełniająca się wodą fosa. Stoki pokrywa pachnąca łąka kwiatowa. Zarówno po wschodniej jak i po zachodniej stronie ul. Do Fortu kompozycja parku jest krajobrazowa, naturalna. Zieleń strefy zachodniej podkreśla reprezentacyjny charakter miejsca przez układ strzyżonych żywopłotów.

## Infrastruktura osiedla
Na terenie osiedla znajdują się kawiarnie, restauracje, sklepy spożywcze, apteki, punkty handlowo-usługowe, placówka pocztowa, place zabaw dla dzieci, pasaże z urządzeniami fitness, siłownia plenerowa. Osiedle jest ogrodzone i monitorowane, z ochroną całodobową. Do dyspozycji mieszkańców są komórki lokatorskie, miejsca postojowe w garażu podziemnym oraz zewnętrzne miejsca postojowe naziemne dla gości. Przez osiedle nie prowadzą drogi publiczne.
Tworzy Wspólnotę Mieszkaniową "Marina Mokotów" w Warszawie.

## Inne informacje
- Wydzielenie całego osiedla z tkanki miejskiej także inwestor Dom Development uznał za niewłaściwe i w 2013 r. zapowiedział, że następna realizacja na Targówku będzie już dostępna dla wszystkich, a zamknięte będą jedynie dziedzińce budynków[5].

## Galeria

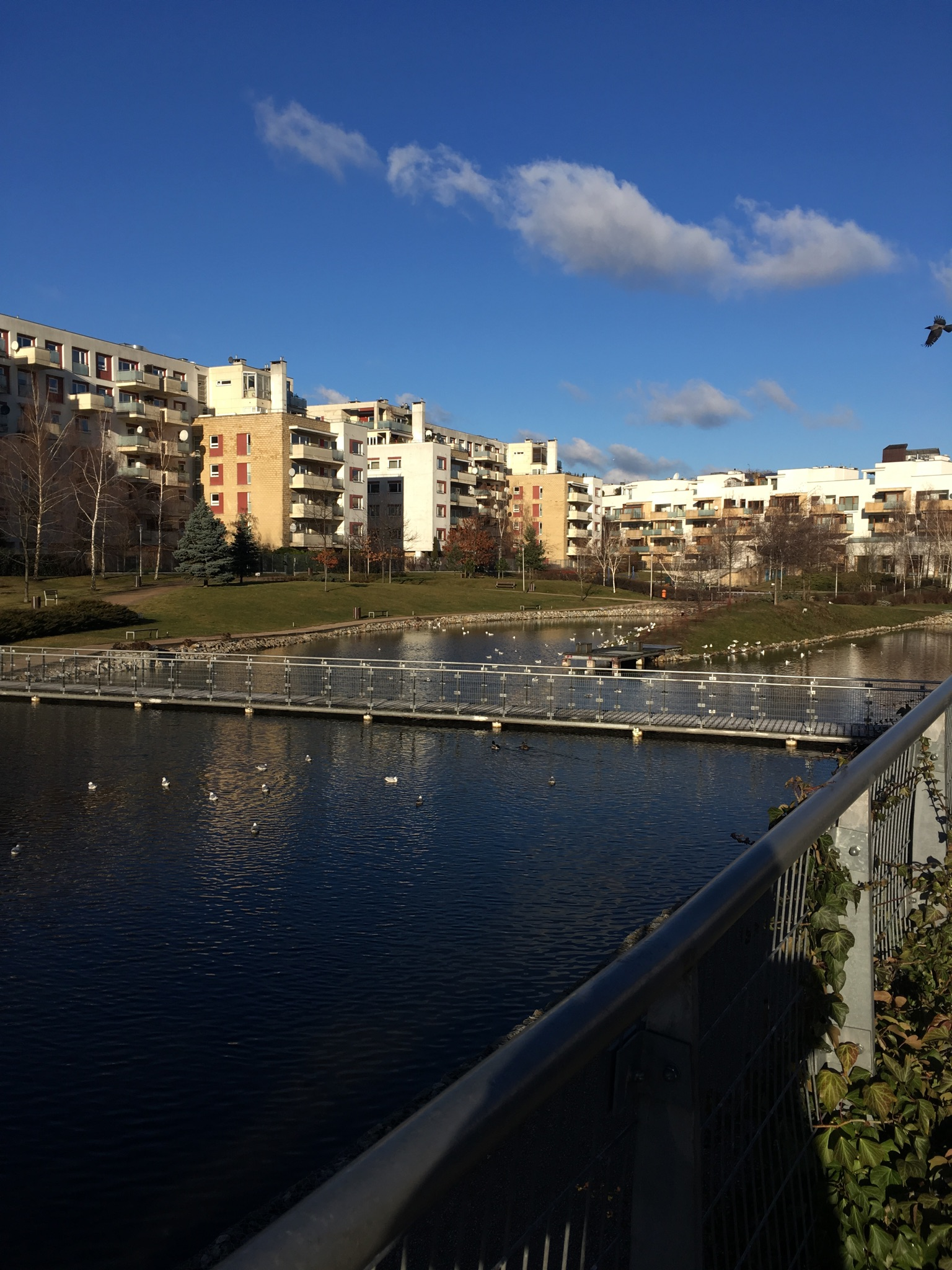
Marina Mokotów – północny zachód
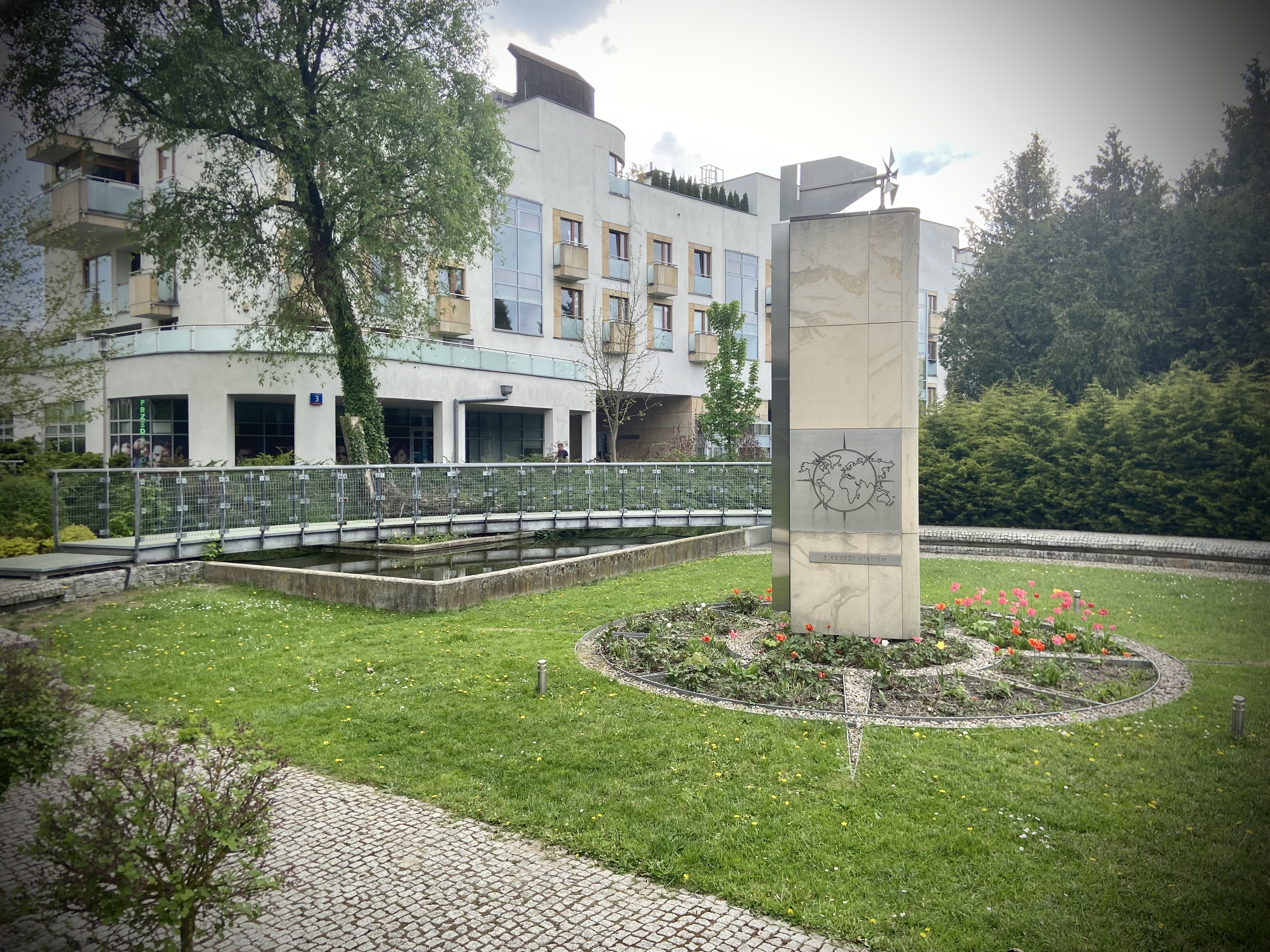
Marina Mokotów – Plac Róży wiatrów
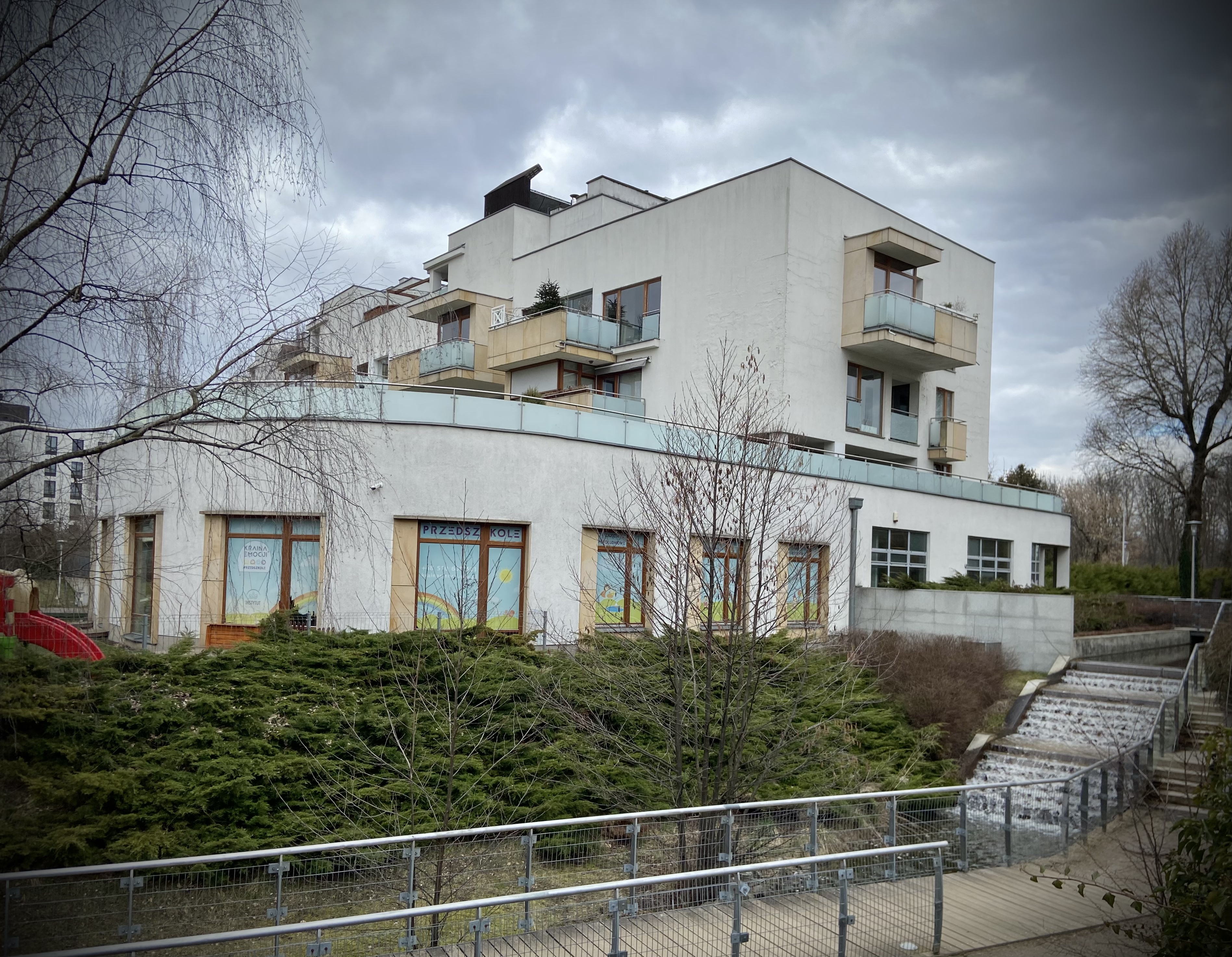
Marina Mokotów – budynek osiedlowego przedszkola obok kaskady
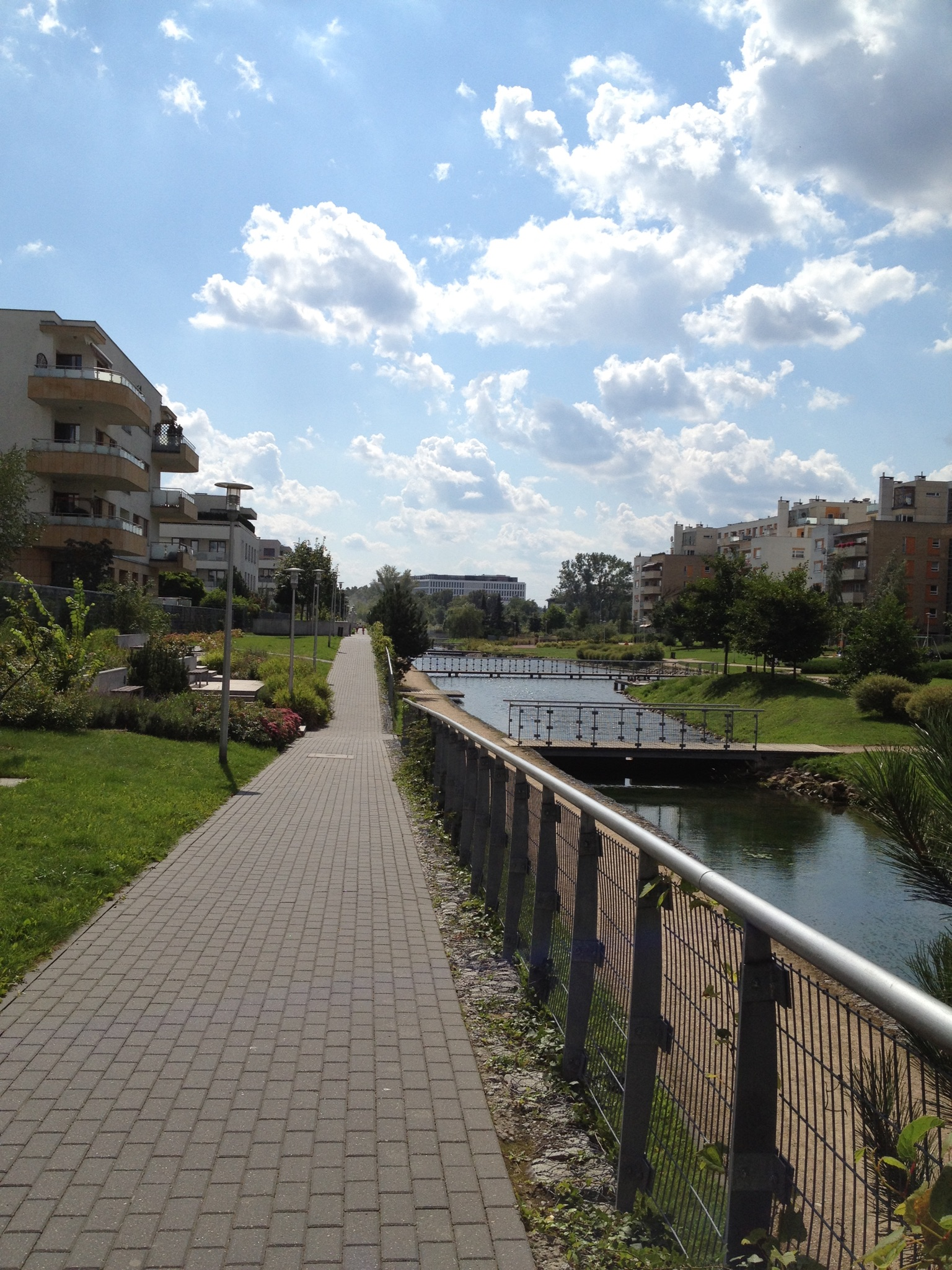
Marina Mokotów – widok na południe
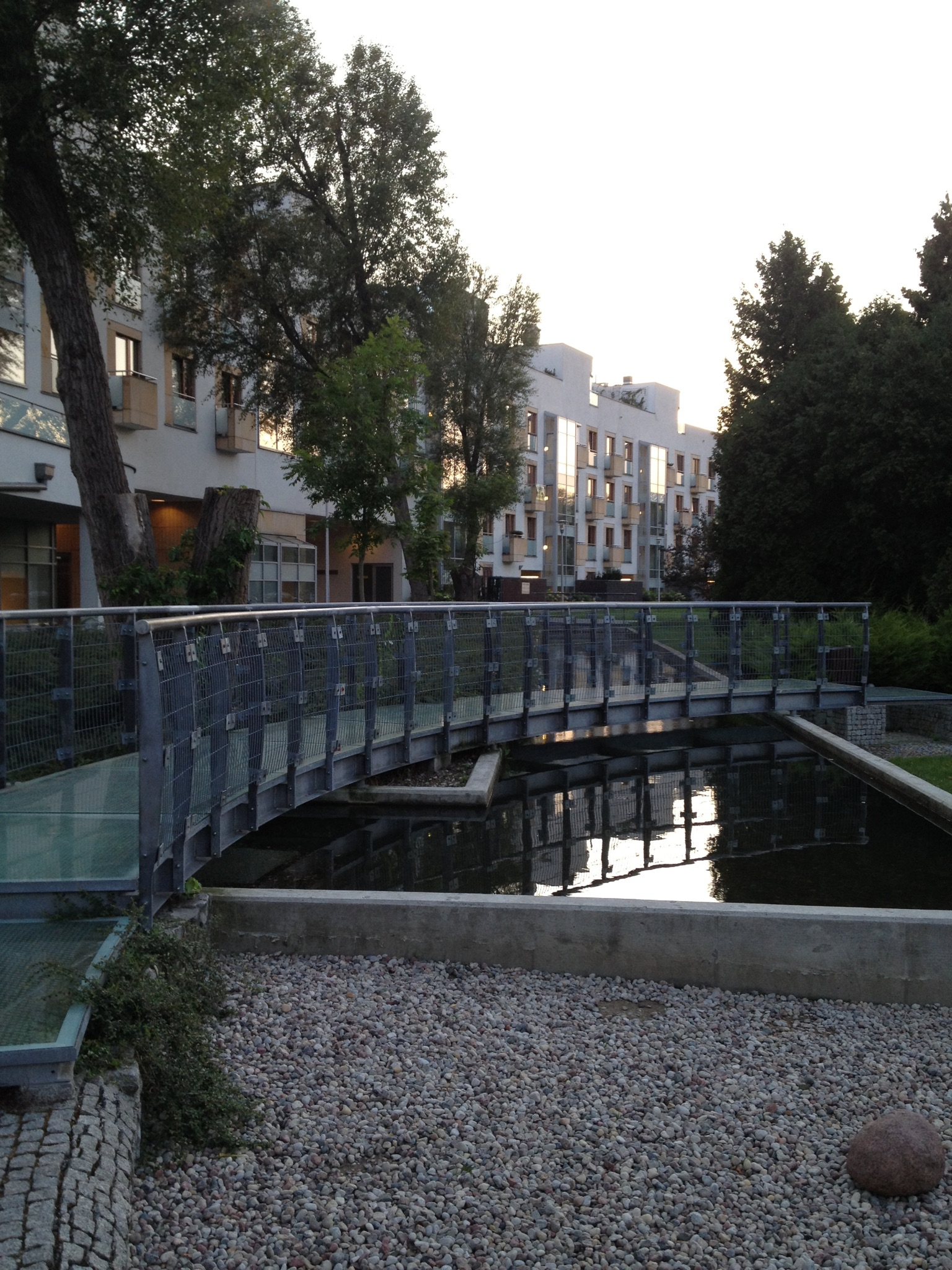
Jeden z mostków osiedlowych
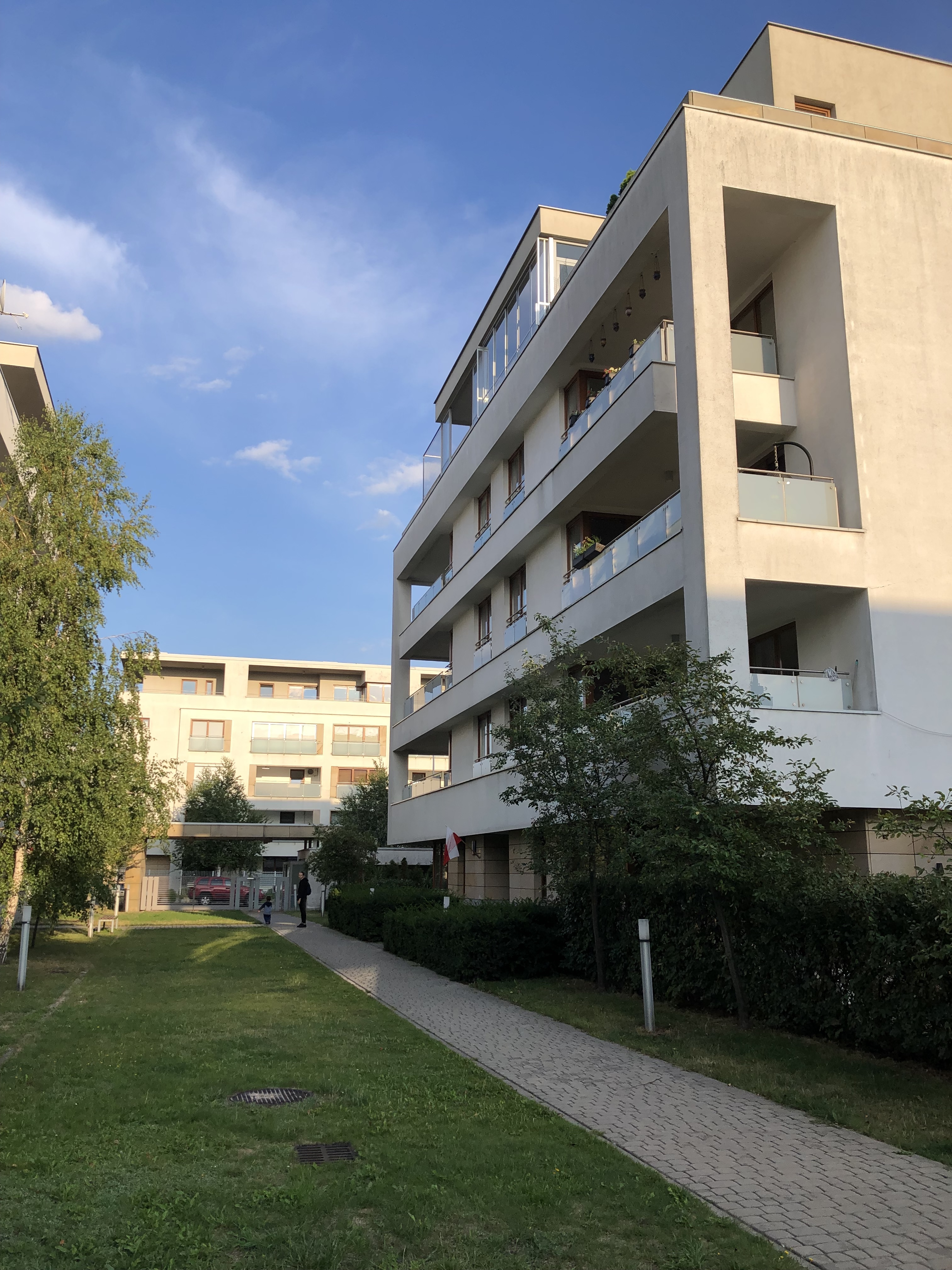
Budynek na ulicy Rejsu 1
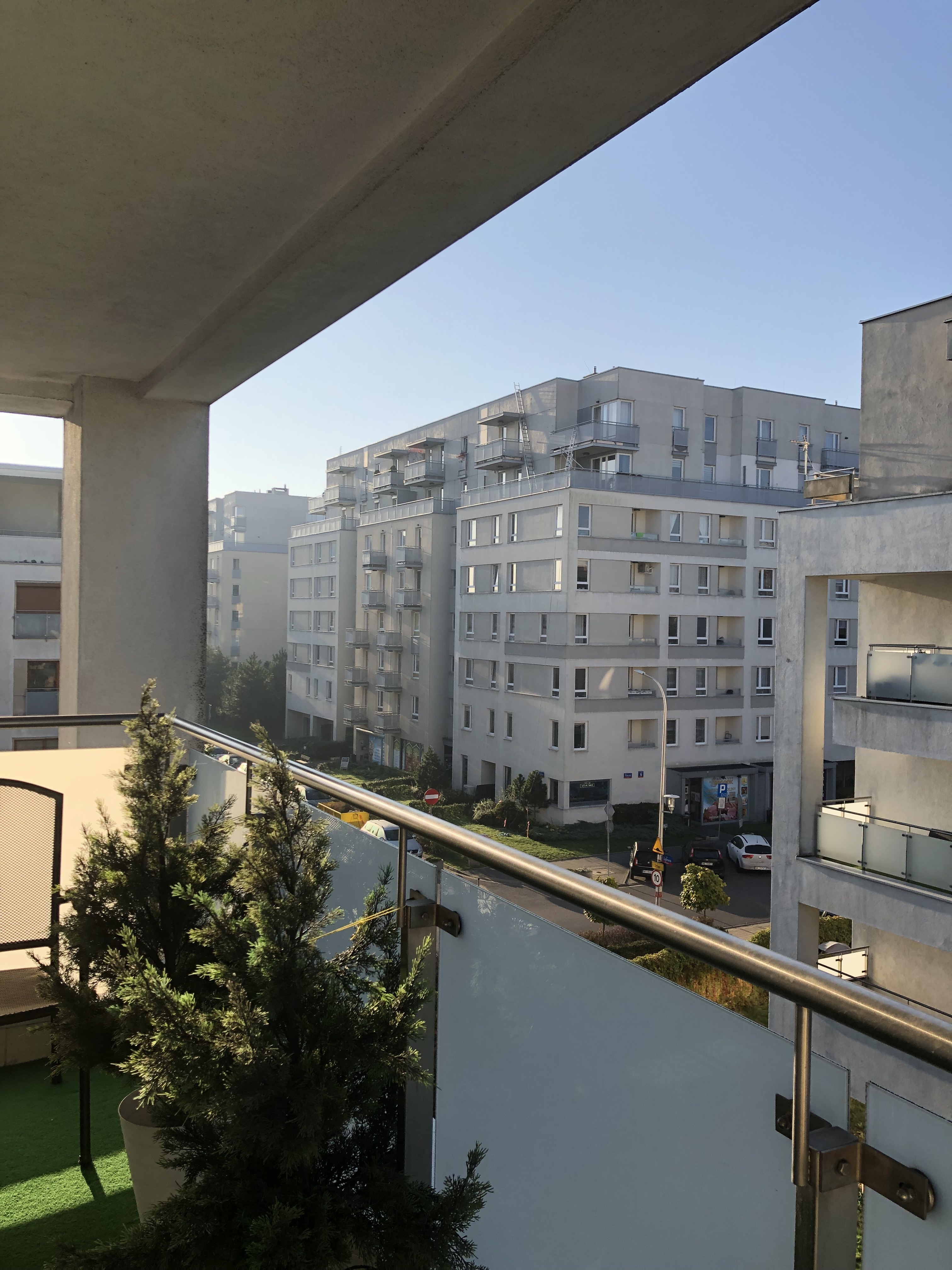
Skrzyżowanie ulicy Przejazd z ulicą Łagodną